# 가막리산성
가막리산성은 대한민국 전북특별자치도 진안군 진안읍 가막리에 있는 산성이다. 천반산성이라고도 한다. 2017년 6월 29일 진안군의 향토문화유산 제5호로 지정되었다.

## 개요
포곡식 석축산성으로, 조선시대 정여립과 연관되어 있다.

## 같이 보기
- 정여립